# The Houseboy
The Houseboy (tj. Sluha) je americký hraný film z roku 2007, který režíroval Spencer Schilly podle vlastního scénáře. Film zachycuje příběh osamělého mladíka během Vánoc. Snímek měl světovou premiéru na Reeling Chicago Gay Lesbian Film Festivalu dne 11. listopadu 2007.

## Děj
Ricky dočasně přebývá ve společné domácnosti s párem Simonem a DJem. Oba na Vánoce odjíždějí za rodiči do Los Angeles a Ricky slíbí, že se jim během nepřítomnosti bude starat o byt a o jejich rybičky, kočky a další domácí zvířata. Po jejich odjezdu Ricky navazuje náhodné sexuální vztahy a všem sděluje, že na Štědrý den spáchá sebevraždu. Jeho sexuální partneři reagují lhostejně a ironicky. Ricky pochází ze Severní Karolíny a na Den díkůvzdání řekl matce, že je gay. Protože pochází z mormonského prostředí, matka se s ním od té doby odmítá bavit. Přes den se chodí projít do nedalekého parku, kde se seznámí s Blakem. Na Štědrý večer chce sníst tubu prášků, ale rozmyslí si to. Přijde za ním Blake, který mu donese večeři, aby nebyl sám. Také se za ním zastaví jeden z jeho náhodných milenců, aby se přesvědčil, že je opravdu v pořádku. Ricky a Blake se jdou projít do města prohlédnout si vánoční výzdobu.

## Obsazení
| Nick May             | Ricky   |
| Tom Merlino          | Simon   |
| Brian Patacca        | DJ      |
| Damián Fuentes       | Dominic |
| Blake Young-Fountain | Blake   |